# Казума пан (национални парк)
Казума Пан (31.300 ha) је мало познат национални парк у Зимбабвеу, северозападно од Хванге националног парка а на граници са Боцваном.
У парку се налазе ретке али важне популације сисара. Казума пан је рај за пртице али је такође и станиште за роане, антилопе, цисиби, geparde(чита), носороге, жирафе као и низ других врста.
Већи део парка се састоји од отворених пасишта која су оивичена са мопане дрвећем и шумама које расту на калахари песку. Низ бара (појилишта(пан)) које се сезонски пуне водом привлаче велике популације барских птица.
Казума пан је проглашен за национални парк 1949. године али је скинут са заштите 1964. године па је поново заштићен 1975 по Закону о парковима и дивљим животињама (Parks and Wild Life Act). 
У оквиру парка не постоји никакав смештај али је уз одобрење Одељења за Националне паркове дозвољено камповање.